# Ferrari Mythos
Ferrari Mythos je Ferrarijev je prototip visokih performansi. Taj sportski coupe javnosti je prvi puta predstavljen na Tokyo Auto Showu 1989. godine.

## Povijest
Ferrari Mythos je 1989. godine kada je izrađen, bio pravo malo čudo tehnike. Izrađen je u samo tri primjeraka. Jedan je ostao u Ferrariju, dok je druga dva kupio sultan od Bruneja.
Taj automobil izrađen je na temelju koncepta jednog od najlegendarnijih sportskih automobila ikad proizvedenih, Ferrari Testarosse.

## Tehničke karakteristike
| FERRARI MYTHOS                         | FERRARI MYTHOS                        |
| -------------------------------------- | ------------------------------------- |
| Dizajner                               | Pininfarina                           |
| Proizvođač                             | Ferrari                               |
| Klasa                                  | Sportski coupé                        |
| Broj vratiju                           | 2                                     |
| Modela izrađeno                        | 3                                     |
| Kupac                                  | Brunejski sultan Hassanal Bolkiah (2) |
| Motor                                  | F-12                                  |
| Zapremina motora                       | 4.9 litara                            |
| Snaga                                  | 290,8 kW / 395,4 KS                   |
| Izlazna snaga                          | 78,9 KS po litri                      |
| Omjer snage i težine                   | 312 KS na tonu                        |
| Kubučni centimetri                     | 4942 ccm                              |
| Unutarnji kapacitet motora             | 441,83 ccm po cilindru                |
| Max. brzina                            | 290 km/h (180 mph)                    |
| Ubrzanje 0-60 mph                      | 6.2 sek.                              |
| Međuosovinski razmak                   | 2550 mm                               |
| Duljina - omjer međuosovinskog razmaka | 1,69                                  |
| Koeficijent otpora zraka               | 0.370                                 |
| Br. ventila po cilindru                | 4                                     |
| Ukupni br. ventila                     | 48                                    |
| Omjer kompresije                       | 9.30:1                                |
| Max. okretni moment                    | 490 Nm                                |
| Specifični okr. moment                 | 99,15 Nm po litri                     |
| Br. glavnih ležajeva                   | 7                                     |
| Pogon                                  | RWD (Rear wheel drive)                |
| Kočnice                                | VeDi/VeDi-S                           |
| Hlađenje                               | vodeno                                |

## Korisnici
- Brunej - sultan od Bruneja, Hassanal Bolkiah posjeduje dva primjerka automobila Ferrari Mythos.
- Italija - preostali Ferrari Mythos nalazi se u muzeju tvrtke.